# Igor Rurykowicz
Igor Rurykowicz, właściwie Ingwar (zm. 945) – władca Rusi Kijowskiej, według tradycji kronikarskiej syn protoplasty dynastii Rurykowiczów, księcia nowogrodzkiego Ruryka. 
Daty panowania Igora budzą pewne wątpliwości w literaturze historycznej. Tradycyjnie umieszcza się je w latach 912–945. Niektórzy badacze przesuwają objęcie rządów Igora na lata późniejsze – Constantine Zuckerman wysunął hipotezę, że władca ten panował od lata 941 do początku 945 roku.
Rządy objął po śmierci swojego opiekuna i domniemanego krewnego Ruryka, Olega. Podczas swego panowania włączył do państwa ruskiego ziemie Uliczów i Tywerców. W 915 odparł najazd Pieczyngów. Dwukrotnie, 941 i 944, wyprawiał się przeciwko Cesarstwu Bizantyńskiemu. W 941 roku został pokonany przez Jana Kurkuasa. Efektem drugiej wyprawy było zawarcie traktatu (944) ustalającego warunki wymiany handlowej między Rusią i Bizancjum.
Najwięcej trudności sprawiało Igorowi podbicie plemienia Drewlan, żyjących w dzikich puszczach na południe od Prypeci. Wśród Drewlan wybuchały częste bunty przeciw władzy księcia. Ostatecznie Igor zginął zabity przez Drewlan podczas poboru daniny, przekraczającej określone przez obyczaj normy. Został pochowany koło Iskorostenia.

Po jego śmierci władzę w Rusi Kijowskiej przejęła żona Olga (Helga), (jako regentka w imieniu ich syna Światosława), która pomściła męża i ostatecznie podbiła ziemie drewlańskie w 946.

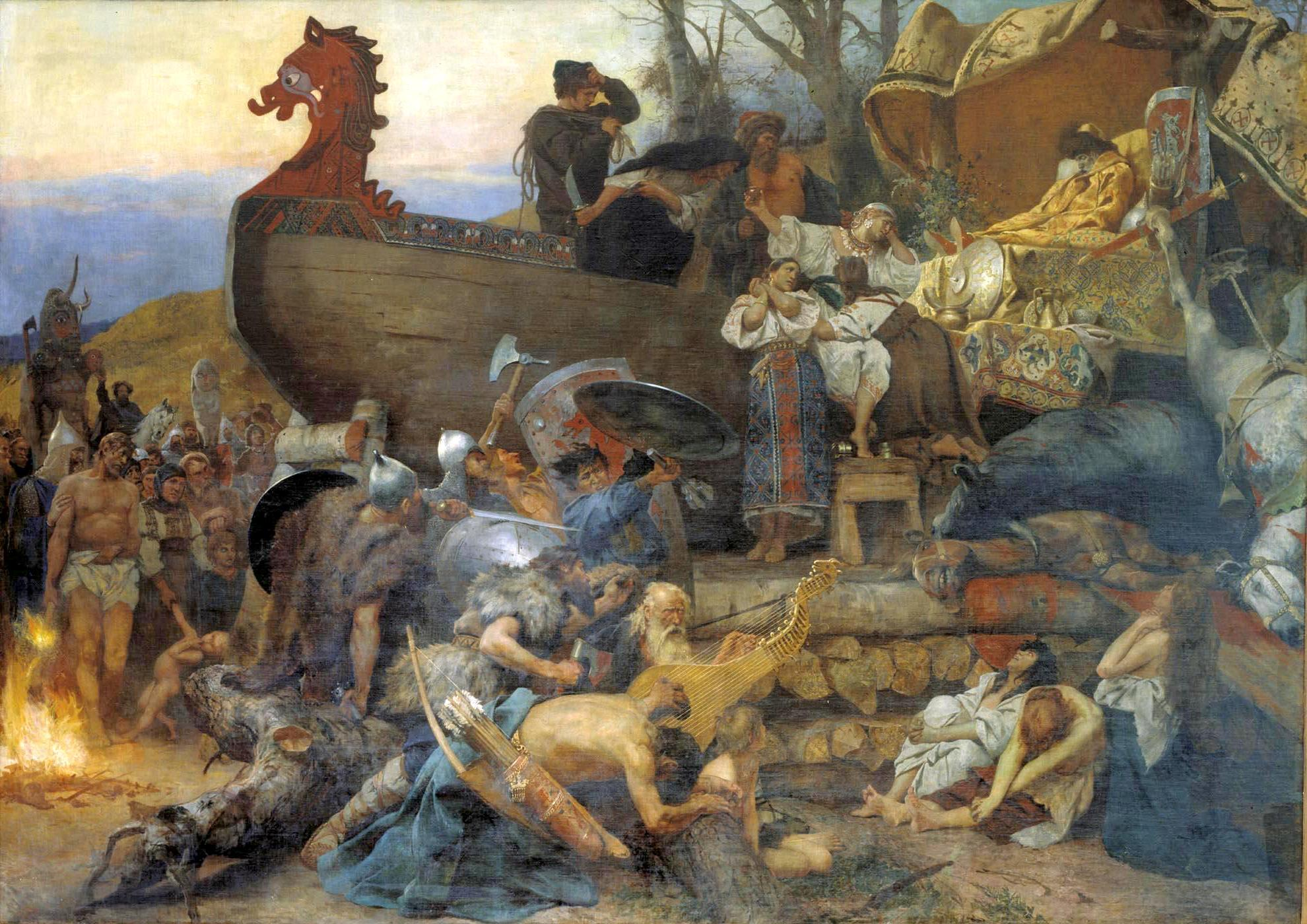
Pogrzeb wodza Rusów. Obraz pędzla Henryka Siemiradzkiego z 1883 r., Państwowe Muzeum Historyczne, Moskwa.